# Okręg Stołeczny Brukseli
Okręg Stołeczny Brukseli (fr. Arrondissement de Bruxelles-Capitale, nld. Arrondissement Brussel-Hoofdstad, niem. Bezirk Brüssel-Hauptstadt) – okręg Belgii, położony w środkowej części kraju, w dwujęzycznym Regionie Stołecznym Brukseli. Siedzib administracyjna okręgu znajduje się w Brukseli. Obejmuje 19 dwujęzycznych gmin (Gemeente / Commune / Gemeinde). Zarówno język francuski jak i niderlandzki są językami oficjalnymi okręgu. Większość mieszkańców okręgu posługuje się językiem francuskim.

## Historia
Powstał w 1963 r. kiedy to dotychczasowy okręg Bruksela (Arrondissement de Bruxelles / Arrondissement Brussel / Bezirk Brüssel) został rozwiązany. W roku 1995 utworzono dwujęzyczny Region Stołeczny Brukseli, w którego skład nie wchodzi żadna prowincja, jedynie ten okręg.

## Podział administracyjny
| #  | Flaga | Nazwa francuska       | Nazwa niderlandzka     | Nazwa niemiecka | Powierzchnia km2 | Ludność (1 stycznia 2022) |
| -- | ----- | --------------------- | ---------------------- | --------------- | ---------------- | ------------------------- |
| 1  |       | Anderlecht            | Anderlecht             |                 | 17,74            | 122 547                   |
| 2  |       | Auderghem             | Oudergem               |                 | 9,03             | 34 986                    |
| 3  |       | Berchem-Sainte-Agathe | Sint-Agatha-Berchem    |                 | 2,95             | 25 298                    |
| 4  |       | Bruxelles (Bruksela)  | Brussel                | Brüssel         | 32,61            | 188 737                   |
| 5  |       | Etterbeek             | Etterbeek              |                 | 3,15             | 48 535                    |
| 6  |       | Evere                 | Evere                  |                 | 5,02             | 43 608                    |
| 7  |       | Forest                | Vorst                  |                 | 6,25             | 56 616                    |
| 8  |       | Ganshoren             | Ganshoren              |                 | 2,46             | 25 252                    |
| 9  |       | Ixelles               | Elsene                 |                 | 6,34             | 87 052                    |
| 10 |       | Jette                 | Jette                  |                 | 5,04             | 52 751                    |
| 11 |       | Koekelberg            | Koekelberg             |                 | 1,17             | 22 023                    |
| 12 |       | Molenbeek-Saint-Jean  | Sint-Jans-Molenbeek    |                 | 5,89             | 97 697                    |
| 13 |       | Saint-Gilles          | Sint-Gillis            |                 | 2,52             | 48 837                    |
| 14 |       | Saint-Josse-ten-Noode | Sint-Joost-ten-Node    |                 | 1,14             | 26 965                    |
| 15 |       | Schaerbeek            | Schaarbeek             |                 | 8,14             | 130 690                   |
| 16 |       | Uccle                 | Ukkel                  |                 | 22,91            | 85 099                    |
| 17 |       | Watermael-Boitsfort   | Watermaal-Bosvoorde    |                 | 12,93            | 25 187                    |
| 18 |       | Woluwe-Saint-Lambert  | Sint-Lambrechts-Woluwe |                 | 7,22             | 58 541                    |
| 19 |       | Woluwe-Saint-Pierre   | Sint-Pieters-Woluwe    |                 | 8,65             | 42 216                    |